# Thomas Say
Thomas Say (Filadélfia, 27 de junho de 1787 — Nova Harmonia, Indiana, 10 de outubro de 1834) foi um naturalista e zoólogo norte-americano. É considerado o pai da entomologia.
Em 1824, Thomas Say descreveu pela primeira vez a vespa caçadora de cigarras ocidental no Cânion Madera [en], Arizona, como Stizus grandis. Se suspeita que a vespa caçadora de cigarras ocidental possa representar mais de uma espécie, coexistindo com vespas do gênero Sphecius [en], sendo também chamada de Sphecius grandis.